# Luango (Litoral)
Luango ist ein Ort in der Provinz Litoral in Äquatorialguinea.

## Geographie
Der Ort liegt an der Küste in einem Mangrovengebiet zwischen Tubana und 
Matondo.

## Klima
Nach dem Köppen-Geiger-System zeichnet sich Luango durch ein tropisches Klima mit der Kurzbezeichnung Am aus.